# Rio Massueime
O rio Massueime (ou Ribeira de Massueime)  é um rio de Portugal. A sua nascente situa-se próximo da cidade da Guarda, a norte, e atravessa os concelhos de Trancoso, Pinhel, Mêda e Vila Nova de Foz Côa. É um afluente  da margem esquerda do rio Coa e sub-afluente do Rio Douro.
Tem uma extensão de 61,8 Km e uma bacia hidrográfica de 524,00 Km2 ..

## Principais afluentes
.
Na margem direita, da foz para a nascente:
- Ribeira do Porquinho ou de Pesquinho
- Ribeira de Santa Eufêmia
- Ribeira do Pocinho
- Ribeira do Prado
- Ribeira de Gouveia

Na margem esquerda, da foz para a nascente:
- Ribeira do Lugar ou de Entre Vinhas
- Ribeira da Ramila, Barreira, Marialva, Lameirinha ou do Vale
- Ribeira da Coriscada
- Ribeira dos Cótimos
- Ribeira do Freixial
- Ribeira do Vale do Mouro
- Ribeira da Teixugueira
- Ribeira do Cerejo
- Ribeiro da Mata